# 朝海和夫
朝海 和夫（あさかい かずお、1943年（昭和18年） - ）は日本の外交官。EU大使等を務めた。名誉法学博士（アマースト大学・2005年）。

## 人物
栄光学園高等学校を経て、1962年（昭和37年）一橋大学商学部入学。マーケティング専攻。体育会空手部に所属。大学入学時には、公務員になるつもりはなかったが、大学在学中の1964年（昭和39年）に外務公務員上級試験に合格し、1965年（昭和40年）に外務省入省。その後在外研修員としてアマースト大学卒業（政治学）。
外務省では大臣官房総務課首席事務官、北米二課長、安倍晋太郎外務大臣秘書官、カナダ公使等を経て、第3回気候変動枠組条約締約国会議等を担当したのち、2000年（平成12年）4月国際貿易経済・地球環境問題担当大使に就任。2001年（平成13年）7月にボンで行われた気候変動枠組条約第6回締結国会議再開会合に日本政府代表として参加。また2001年（平成13年）から日本初の自由貿易協定である日本・シンガポール経済連携協定の締結交渉の政府代表を務め、自由民主党政務調査会農林水産物貿易調査会の意向を受け、農産物については、新たに関税を撤廃するものはないとの日本側の方針をシンガポールに伝えた。

## 親族
朝海浩一郎（元駐アメリカ合衆国大使、元外務審議官）は父、出淵勝次（元駐アメリカ合衆国大使、元外務次官）は祖父、菊池武夫（元司法省民事局長、元東京弁護士会会長、中央大学創立者・初代学長）は曽祖父。妻は岡谷鋼機岡谷家岡谷康治の長女。

## 略歴
- 1943年（昭和18年） - 東京都出身
- 1949年（昭和24年） - 幼稚園から湘南学園小学校入学
- 1951年（昭和26年） - ロンドンに転居
- 1958年（昭和33年） - アメリカ合衆国に転居
- 1962年（昭和37年）3月 - 栄光学園高等学校卒業
- 1965年（昭和40年） - 一橋大学商学部、外務省入省
- 1989年（平成元年）2月 - ジュネーブ国際機関日本政府代表部公使
- 1993年（平成5年）8月 - 外務省経済局審議官
- 1995年（平成7年）8月 - 外務省総合外交政策局国際社会協力部長
- 1998年（平成10年）1月 - 在ミャンマー特命全権大使
- 2000年（平成12年）4月 - 特命全権大使（国際貿易・経済、地球環境問題担当）
- 2002年（平成14年） - 欧州連合日本政府代表部特命全権大使
- 2005年（平成17年）11月 - 退官
- 2006年（平成18年）12月 - 独立行政法人日本原子力研究開発機構特別顧問
- 2008年（平成20年）4月 - 武蔵大学人文学部客員教授
- 2011年（平成23年）4月 - 立命館大学衣笠総合研究機構客員教授
- 2011年（平成23年）5月 - 社団法人霞関会理事長
  - 文部科学省日本ユネスコ国内委員会委員、日本シンガポール協会顧問、立命館大学国際地域研究所顧問、日本放送協会国際放送番組審議会委員、財団法人石油産業活性化センター顧問、社団法人如水会常務理事・組織強化委員長、日本国際フォーラム政策委員等も務めた。
- 2018年（平成30年）4月 - 瑞宝中綬章受章[7][8]

## 同期
- 加藤良三（駐米大使・外務審議官・総合外交政策局長・アジア局長・プロ野球コミッショナー）
- 折田正樹（駐英大使・北米局長・条約局長）
- 茂田宏（テロ対策担当大使・駐イスラエル大使）
- 津守滋（00年駐ミャンマー大使・98年駐クウェート大使）
- 田中克之（駐メキシコ大使・中南米局長）
- 木谷隆（駐ペルー大使）
- 小西正樹（駐マレーシア大使・国連大使）
- 佐藤裕美（駐コートジボワール大使）
- 佐々木高久（駐ナイジェリア大使）
- 河村武和（欧州連合大使・儀典長）
- 内田富夫（00年駐スウェーデン大使・95年駐シリア大使）
- 松井啓（01年駐ナイジェリア大使・98年駐ブルガリア大使・93年初代駐カザフスタン大使）
- 竹中繁雄（03年査察担当大使・99年駐トルコ大使・97年法務省入国管理局長・93年駐バングラデシュ大使）

## 論文等
- 「温暖化防止--外交の現場から（特集 持続可能な未来のビジョン） 」（学際（20）、2007年11月）
- 「ヨハネスブルグ・サミットの成果と日本〔含 質疑応答〕」（世界経済評論46（11）（通号 567）、2002年11月）
- 「座談会 地球温暖化防止交渉「次の一手」は何か」（中央公論115（13）（通号 1399）、2000年12月）
- 「<インタビュー>予防・救援・復興--日本が取り組むべき3つの課題（特集 連動する難民と国連平和維持活動）」（外交フォーラム10（3）、1997年3月）